# Попешть (Фиртецешть, Вилча)
Попешть, Попешті (рум. Popești) — село у повіті Вилча в Румунії. Входить до складу комуни Фиртецешть.
Село розташоване на відстані 172 км на захід від Бухареста, 50 км на південний захід від Римніку-Вилчі, 48 км на північ від Крайови.

## Населення
За даними перепису населення 2002 року у селі проживали 240 осіб, усі — румуни. Усі жителі села рідною мовою назвали румунську.